# Fdjeux.com (wielerploeg)/2004
Deze pagina geeft een overzicht van de wielerploeg Fdjeux.com in 2004.
| Naam                                  | Geboortedatum | Nationaliteit | Ploeg 2003      |
| ------------------------------------- | ------------- | ------------- | --------------- |
| Freddy Bichot                         | 09-09-1979    | Frankrijk     | Team Barloworld |
| Sandy Casar                           | 02-02-1979    | Frankrijk     |                 |
| Baden Cooke                           | 12-10-1978    | Australië     |                 |
| Carlos Da Cruz                        | 20-12-1974    | Frankrijk     |                 |
| David Derepas                         | 09-03-1978    | Frankrijk     |                 |
| Bernhard Eisel                        | 17-02-1981    | Oostenrijk    |                 |
| Nicolas Fritsch                       | 19-12-1978    | Frankrijk     |                 |
| Arnaud Gérard (stagiair vanaf 01-09)  | 10-06-1984    | Frankrijk     |                 |
| Philippe Gilbert                      | 05-07-1982    | België        |                 |
| Frédéric Guesdon                      | 14-10-1971    | Frankrijk     |                 |
| Ashley Humbert (stagiair vanaf 01-09) | 19-02-1982    | Australië     |                 |
| Thomas Lövkvist                       | 04-04-1984    | Zweden        | beloften        |
| Bradley McGee                         | 24-02-1976    | Australië     |                 |
| Christophe Mengin                     | 03-09-1968    | Frankrijk     |                 |
| Francis Mourey                        | 08-12-1980    | Frankrijk     |                 |
| Antoine Perche (stagiair vanaf 01-09) | 27-01-1983    | Frankrijk     |                 |
| Mark Renshaw                          | 22-10-1982    | Australië     | beloften        |
| Jean-Cyril Robin                      | 27-08-1969    | Frankrijk     |                 |
| Jérémy Roy                            | 22-06-1983    | Frankrijk     | beloften        |
| Fabien Sanchez                        | 30-03-1983    | Frankrijk     |                 |
| Benoît Vaugrenard                     | 05-01-1982    | Frankrijk     |                 |
| Nicolas Vogondy                       | 08-08-1977    | Frankrijk     |                 |
| Matthew Wilson                        | 01-10-1977    | Australië     |                 |

## Overwinningen
Tour Down Under
3e etappe: Philippe Gilbert
6e etappe: Baden Cooke
GP d'Ouverture La Marseillaise
Baden Cooke
Tour Mediterraneen
1e etappe: Baden Cooke
3e etappe: Baden Cooke
Criterium des Espoirs
3e etappe: Bernhard Eisel
Driedaagse van De Panne
2e etappe: Baden Cooke
Ronde van de Sarthe
4e etappe: Thomas Lövkvist
Eindklassement: Thomas Lövkvist
Ronde van Romandië
Proloog: Bradley McGee
Ronde van Italië
Proloog: Bradley McGee
Route du Sud
2e etappe: Francis Mourey
3e etappe: Bradley McGee
Eindklassement: Bradley McGee
Nationale kampioenschappen
Australië (wegwedstrijd): Matthew Wilson
Zweden (tijdrit): Thomas Lövkvist
Regio Tour
5e etappe: Nicolas Vogondy
Ronde van Poitou-Charentes
Sandy Casar (2. stage) 
Ronde van de Toekomst
10e etappe: Thomas Lövkvist
Parijs-Corrèze
Philippe Gilbert
Herald Sun Tour
2e etappe: Baden Cooke
3e etappe: Baden Cooke
5e etappe: Baden Cooke
Mannen: 1997 · 1998 · 1999 · 2000 · 2001 · 2002 · 2003 · 2004 · 2005 · 2006 · 2007 · 2008 · 2009 · 2010 · 2011 · 2012 · 2013 · 2014 · 2015 · 2016 · 2017 · 2018 · 2019 · 2020 · 2021 · 2022 · 2023 · 2024 · 2025
Vrouwen: 2021 · 2022 · 2023 · 2024 · 2025